# الکسی گوچین
الکسی گوچین (روسی: Алексей Петрович Гущин؛ ۵ ژانویه ۱۹۲۲ – ۱۴ دسامبر ۱۹۸۶) تیرانداز اهل اتحاد جماهیر شوروی سوسیالیستی بود.
وی در مسابقات کشوری و بین‌المللی در مجموع برندهٔ ۲ مدال طلا، ۱ مدال نقره شده‌است.